# Хольсте
Хольсте (нем. Holste) — община в Германии, в земле Нижняя Саксония.
Входит в состав района Остерхольц. Подчиняется управлению Хамберген. Население составляет 1358 человек (на 31 декабря 2010 года). Занимает площадь 35,34 км².
Коммуна подразделяется на 4 сельских округа.